# Males companyies
Males companyies (títol original: Bad Company) és una pel·lícula estatunidenca dirigida par Damian Harris el 1995. Ha estat doblada al català.

## Argument
Crowe és un agent de la CIA que destaca en el xantatge, sota la pressió dels seus caps. Treballa amb Wells per tractar el cas d'un jutge suprem, però la confiança no regna pas entre la companyia i els dos agents. 

## Repartiment
- Laurence Fishburne: Nelson Crowe
- Ellen Barkin: Margaret Wells
- Frank Langella: Vic Grimes
- Michael Beach: Tod Stapp
- Gia Carides: Julie Ames
- Michael Murphy: William V. 'Smitty' Smithfield (no surt als crèdits)
- David Ogden Stiers: El jutge Justin Beach
- Daniel Hugh Kelly: Les Goodwin
- Spalding Gray: Walter Curl
- James Hong: Bobby Birdsong

## Crítica
- "Intriga amb ànima de xivarri on tot pot passar, fins i tot quan no passa res (com és el cas). Unes gotes d'erotisme caspós, uns diàlegs de jutjat de guàrdia i una arrabassada col·lecció de tòpics. Només queda Barkin"[3]
- "Convencional cinta que se sumeixi a la pretesa evolució del cinema d'espies després de la fi de la guerra freda (...) Un repartiment eficaç li posa una mica d'interès" [4]